# クニクリプラズマ・ディウルガトゥム
クニクリプラズマ・ディウルガトゥム（Cuniculiplasma divulgatum）は、テルモプラズマ目に属する好酸性の古細菌である。
2011年にスペインの銅鉱山酸性水から採取された試料より分離された（S5株）。また、ウェールズのパリーズ山にある銅鉱山酸性水からも分離されている（PM4株）。
タイプ株のS5株による記載では、増殖温度及びpHが10-45℃（最適40℃）、pH0.5～4（最適pH1.0-1.2）で、非常に強酸性の環境を好む。Theroplasmaなどと同様、牛肉エキスやトリプトンなど複雑な有機物培地で増殖する従属栄養性の通性嫌気性菌である。他の多くのテルモプラズマ目古細菌と同様細胞壁を欠損しており、様々な形態をとることができるが、特にY型やリング状の形状が頻繁にみられる。鞭毛や運動性についての記述は無い。この目の中では増殖温度が低いことが特徴で、S5株は5℃、PM4株は0℃でも増殖できる可能性があるという。
全ゲノムはPM4株のものが解読されている。ゲノムサイズは187万8916bpで、ORFは1816ヶ所である。
学名は洞窟や鉱山を意味するラテン語cuniculum（クニークルム）と、形作られたものを意味するギリシア語Πλάσμα（プラスマ）、広範囲のを意味するラテン語形容詞divulgatum（ディーウルガートゥム）より造語されたもので、「（分布が）広範囲の、鉱山（から分離された）不定形菌」などと言った意味になる。なお、記載以前は「G-プラズマ」とも呼ばれていた。

## "CandidatusMancarchaeum acidiphilum" Mia14
Cuniculiplasma divulgatum PM4は、培養初期に"Candidatus Mancarchaeum acidiphilum" Mia14と呼ばれる古細菌と共存した。この古細菌Mia14はDPANN群のミクル古細菌（ARMAN-2）に近縁と見られる。
"Ca. M. acidiphilum" Mia14は、C. divulgatumの培養条件の改善に伴う増殖速度と培地の植え継ぎ頻度の増加により培養開始から2年半後には失われた。C. divulgatumの増殖速度に関しては、培養条件ではなく"Ca. M. acidiphilum"の排除により劇的に改善した可能性も指摘されている。
蛍光顕微鏡下では、C. divulgatum PM4を取り囲む"Ca. M. acidiphilum" Mia14も観察されている。ゲノムサイズは95万2257bpと小型で、ATP合成酵素をコードする遺伝子こそ持つものの、解糖系、TCA回路、かなりの数のアミノ酸と補酵素の合成系など大量の遺伝子を欠いており、これらをC. divulgatumへ依存している可能性が高い。